# 勞爾·魯斯
勞爾·魯斯（Raul Ruiz；1972年8月25日—）是美國的一位醫師和政治人物。自2013年開始，他是加利福尼亞州第36選舉區選出的美國眾議院議員。他的黨籍是民主黨。他畢業於哈佛公共衛生學院。